# 게오르그 잠피르

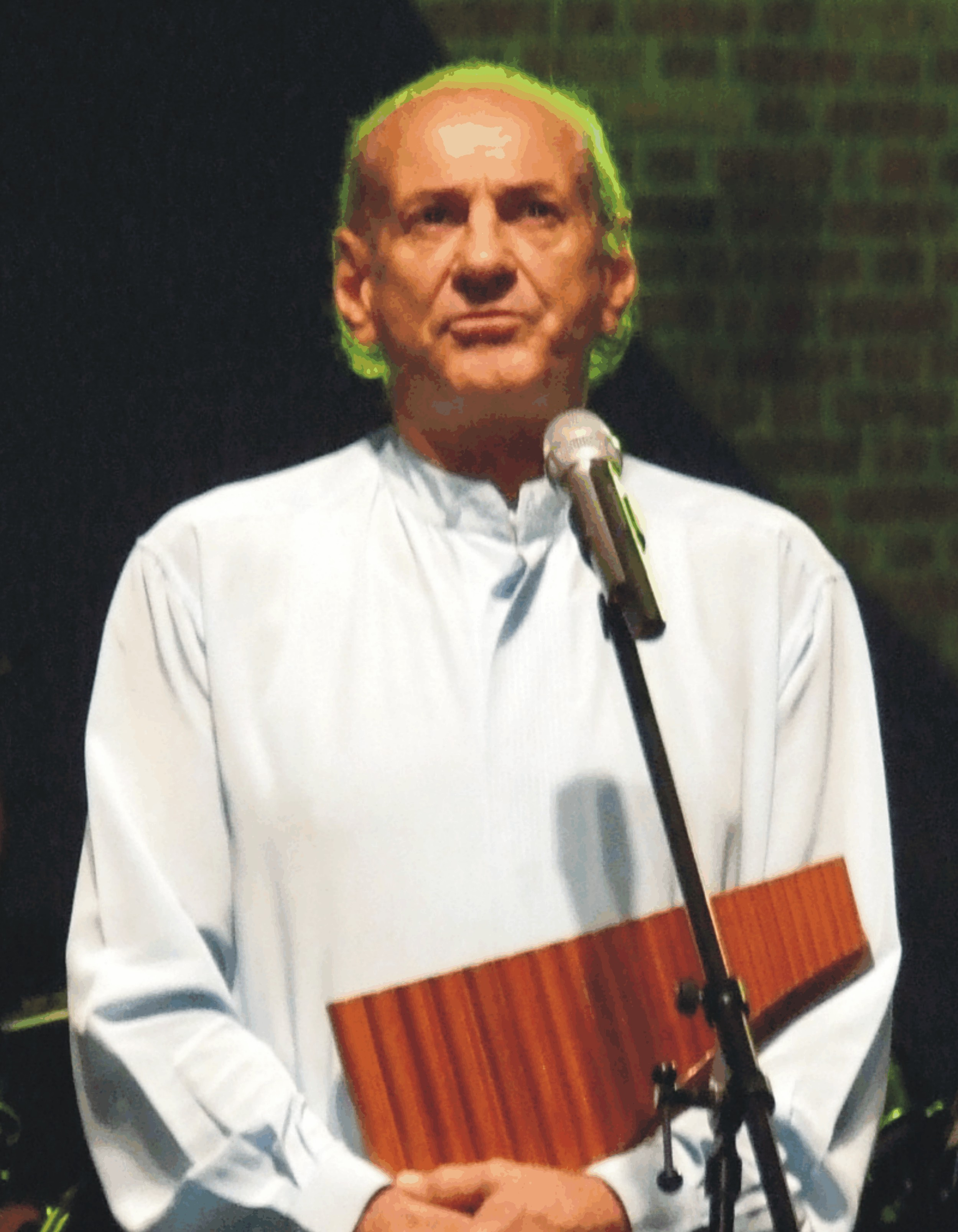
게오르그 잠피르의 실제 얼굴

게오르그 잠피르(Gheorghe Zamfir, 1941년 4월 6일 ~ )는 루마니아의 작곡가이자 연주자이다.

## 주요 히트곡
- Lonely Shepherd (킬 빌 OST)
- Pluie D'ete (여름비)

## 경력
- 제임스 라스트 오케스트라 협연
- 크로스오버 오케스트라 협연
- 포크 밴드 <타라프> 구성원
- 루마니아 민속예술단 오케스트라 지휘자